# Alberto Gambarotta
Alberto Gambarotta (ur. 7 grudnia 1893, zm. 17 marca 1944) – piłkarz brazylijski znany jako Gamba, napastnik.
Jako piłkarz klubu Corinthians Paulista był w kadrze reprezentacji podczas turnieju Copa América 1922, gdzie Brazylia zdobyła mistrzostwo Ameryki Południowej. Gamba nie zagrał w żadnym meczu.